# Aphrodisium neoxenum
Aphrodisium neoxenum es una especie de escarabajo longicornio del género Aphrodisium, tribu Callichromatini. Fue descrita científicamente por White en 1853.
Se distribuye por China e India. Mide 32-45 milímetros de longitud. El período de vuelo ocurre en el mes de junio.